# Colonial Heights (Tennessee)
Colonial Heights es un lugar designado por el censo ubicado en el condado de Sullivan en el estado estadounidense de Tennessee. En el Censo de 2010 tenía una población de 6.934 habitantes y una densidad poblacional de 428,49 personas por km².

## Geografía
Colonial Heights se encuentra ubicado en las coordenadas 36°28′52″N 82°30′37″O / 36.48111, -82.51028. Según la Oficina del Censo de los Estados Unidos, Colonial Heights tiene una superficie total de 16.18 km², de la cual 15.51 km² corresponden a tierra firme y (4.15%) 0.67 km² es agua.

## Demografía
Según el censo de 2010, había 6.934 personas residiendo en Colonial Heights. La densidad de población era de 428,49 hab./km². De los 6.934 habitantes, Colonial Heights estaba compuesto por el 96.02% blancos, el 1.24% eran afroamericanos, el 0.33% eran amerindios, el 1.15% eran asiáticos, el 0% eran isleños del Pacífico, el 0.3% eran de otras razas y el 0.95% pertenecían a dos o más razas. Del total de la población el 1.07% eran hispanos o latinos de cualquier raza.